# Ben Sir學堂
《Ben Sir學堂》（英語：Sermon By Sir Ben）是香港電視廣播有限公司的生活資訊節目，由歐陽偉豪擔任主持。本節目於2016年9月25日香港時間逢星期日晚上22:30-23:00在翡翠台播出，及於MyTV提供網上節目重溫（集數上傳後兩個月後會刪除）。

## 每集內容
| 集數 | 播映日期 | 主題                                     | 嘉賓           |
| 01   | 9月25日  | 蘭桂坊－ 蒲的文化                        | 譚玉瑛、蓋世寶 |
| 02   | 10月2日  | 廟街－ 廟街文化                          | 尹光、鄭敬基   |
| 03   | 10月9日  | 鵝頸橋及茶餐廳 － 打小人及廣東話辱罵文化 | 黃夏蕙、梁烈唯 |

## 爭議
有人投訴《Ben Sir學堂》內容粗俗、「教壞細路」；又擺明抄襲同是討論廣東諺語、前亞視播出的《開心詞堂》。

## 外部連結
- Ben Sir學堂 - 主頁 - tvb.com（页面存档备份，存于）